# Palmarès et statistiques d’Iga Świątek
Pour un article plus général, voir Iga Świątek.

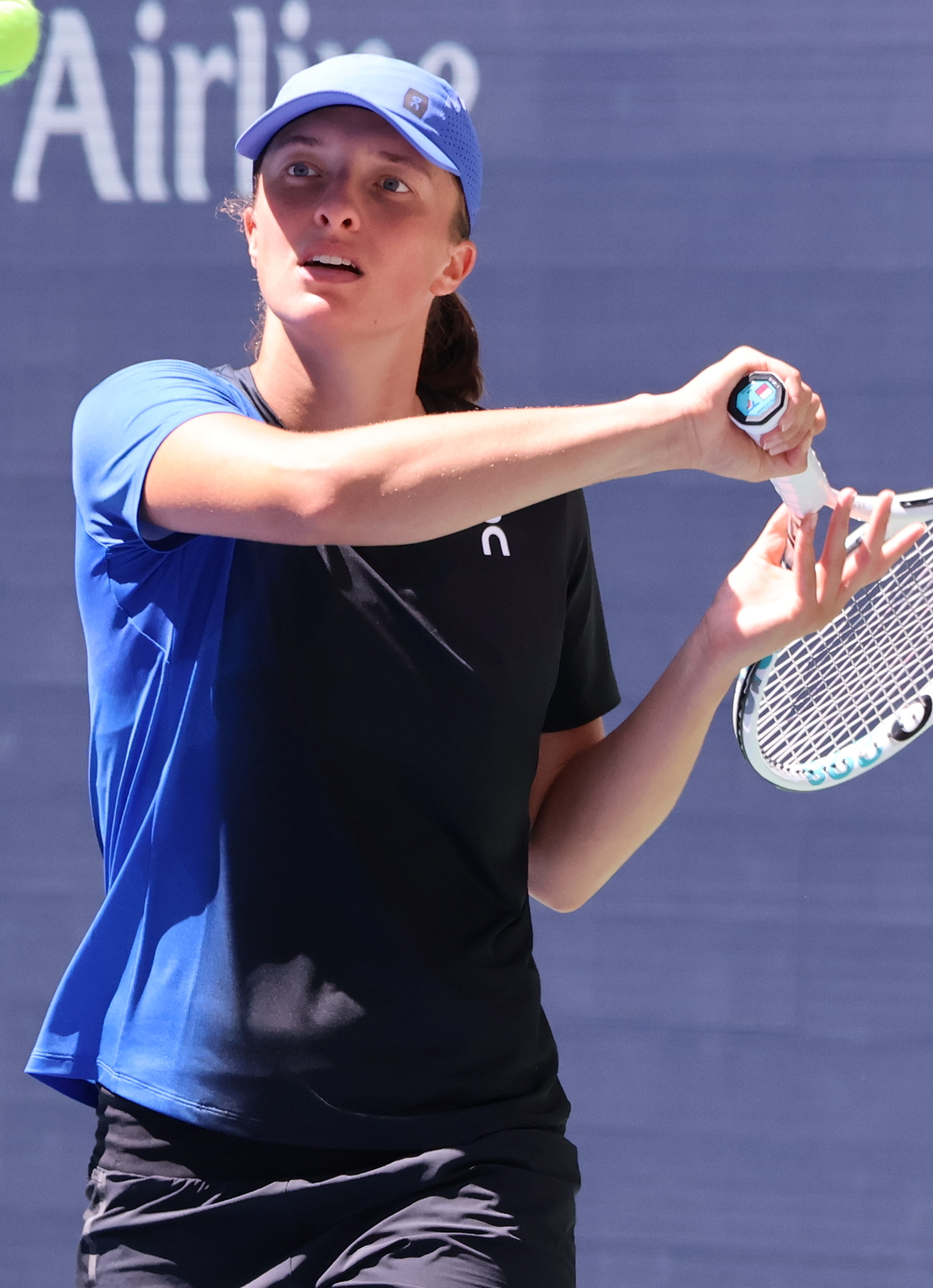
Świątek à l’US Open 2023.

Cet article traite des différents résultats obtenus par Iga Świątek. Au cours de sa carrière, la joueuse de tennis polonaise a remporté vingt-quatre titres WTA dont six Grand Chelem, un Masters, onze WTA 1000, cinq WTA 500 et un WTA 250. Elle a également passé à ce jour un total de 125 semaines à la place de numéro 1 mondiale[à vérifier][Quand ?].

## Finales importantes

### En Grand Chelem

#### Simple: 6 (6 titres)

##### Victoires
| Année | Tournoi           | Adversaire en finale | Score         |
| 2020  | Roland-Garros     | Sofia Kenin          | 6-4, 6-1      |
| 2022  | Roland-Garros (2) | Coco Gauff           | 6-1, 6-3      |
| 2022  | US Open           | Ons Jabeur           | 6-2, 7-65     |
| 2023  | Roland-Garros (3) | Karolína Muchová     | 6-2, 5-7, 6-4 |
| 2024  | Roland-Garros (4) | Jasmine Paolini      | 6-2, 6-1      |
| 2025  | Wimbledon         | Amanda Anisimova     | 6-0, 6-0      |

### Au Masters

#### Simple: 1 (1 titre)
| Résultat  | Année | Lieu   | Surface    | Adversaire     | Score    |
| --------- | ----- | ------ | ---------- | -------------- | -------- |
| Vainqueur | 2023  | Cancún | Dur (ext.) | Jessica Pegula | 6-1, 6-0 |

### En WTA 1000

#### Simple: 13 (11 titres, 2 finales)
| Résultat  | Année | Tournoi          | Surface      | Adversaire         | Score          |
| --------- | ----- | ---------------- | ------------ | ------------------ | -------------- |
| Vainqueur | 2021  | Rome             | Terre battue | Karolína Plíšková  | 6–0, 6–0       |
| Vainqueur | 2022  | Doha             | Dur          | Anett Kontaveit    | 6–2, 6–0       |
| Vainqueur | 2022  | Indian Wells     | Dur          | Maria Sakkari      | 6–4, 6–1       |
| Vainqueur | 2022  | Miami            | Dur          | Naomi Osaka        | 6–4, 6–0       |
| Vainqueur | 2022  | Rome (2)         | Terre battue | Ons Jabeur         | 6–2, 6–2       |
| Finaliste | 2023  | Dubaï            | Dur          | Barbora Krejčíková | 4–6, 2–6       |
| Finaliste | 2023  | Madrid           | Terre battue | Aryna Sabalenka    | 3–6, 6–3, 3–6  |
| Vainqueur | 2023  | Pékin            | Dur          | Liudmila Samsonova | 6–2, 6–2       |
| Vainqueur | 2024  | Doha (2)         | Dur          | Elena Rybakina     | 7–68, 6–2      |
| Vainqueur | 2024  | Indian Wells (2) | Dur          | Maria Sakkari      | 6–4, 6–0       |
| Vainqueur | 2024  | Madrid           | Terre battue | Aryna Sabalenka    | 7–5, 4–6, 7–67 |
| Vainqueur | 2024  | Rome (3)         | Terre battue | Aryna Sabalenka    | 6–2, 6–3       |
| Vainqueur | 2025  | Cincinnati       | Dur          | Jasmine Paolini    | 7–5, 6–4       |

## Palmarès

### Titres en simple (24)
| Catégorie \ Surface | Dur | Terre | Gazon | Total |
| ------------------- | --- | ----- | ----- | ----- |
| Grand Chelem        | 1   | 4     | 1     | 6     |
| Jeux olympiques     | 0   | —     | —     | 0     |
| Masters             | 1   | —     | —     | 1     |
| WTA 1000            | 7   | 4     | —     | 11    |
| WTA 500             | 3   | 2     | —     | 5     |
| WTA 250             | 1   | 0     | 0     | 1     |
| Total               | 13  | 10    | 1     | 24    |

| No | Date       | Nom et lieu du tournoi                | Catégorie | Dotation     | Surface      | Finaliste          | Score          |          |
| -- | ---------- | ------------------------------------- | --------- | ------------ | ------------ | ------------------ | -------------- | -------- |
| 1  | 27-09-2020 | Roland-Garros, Paris                  | G. Chelem | 42 661 000 € | Terre (ext.) | Sofia Kenin        | 6-4, 6-1       | Parcours |
| 2  | 22-02-2021 | Adélaïde International, Adélaïde      | WTA 500   | 535 530 $    | Dur (ext.)   | Belinda Bencic     | 6-2, 6-2       | Parcours |
| 3  | 10-05-2021 | Internazionali d'Italia, Rome         | WTA 1000  | 2 549 105 €  | Terre (ext.) | Karolína Plíšková  | 6-0, 6-0       | Parcours |
| 4  | 20-02-2022 | Qatar Open, Doha                      | WTA 1000  | 2 331 698 $  | Dur (ext.)   | Anett Kontaveit    | 6-2, 6-0       | Parcours |
| 5  | 09-03-2022 | BNP Paribas Open, Indian Wells        | WTA 1000  | 8 584 055 $  | Dur (ext.)   | María Sákkari      | 6-4, 6-1       | Parcours |
| 6  | 22-03-2022 | Miami Open, Miami                     | WTA 1000  | 8 369 455 $  | Dur (ext.)   | Naomi Osaka        | 6-4, 6-0       | Parcours |
| 7  | 18-04-2022 | Porsche Tennis Grand Prix, Stuttgart  | WTA 500   | 611 210 €    | Terre (int.) | Aryna Sabalenka    | 6-2, 6-2       | Parcours |
| 8  | 09-05-2022 | Internazionali d'Italia, Rome         | WTA 1000  | 2 527 250 €  | Terre (ext.) | Ons Jabeur         | 6-2, 6-2       | Parcours |
| 9  | 22-05-2022 | Roland-Garros, Paris                  | G. Chelem | 43 600 000 € | Terre (ext.) | Cori Gauff         | 6-1, 6-3       | Parcours |
| 10 | 29-08-2022 | US Open, Flushing Meadows             | G. Chelem | 60 102 000 $ | Dur (ext.)   | Ons Jabeur         | 6-2, 7-65      | Parcours |
| 11 | 10-10-2022 | San Diego Open, San Diego             | WTA 500   | 757 900 $    | Dur (ext.)   | Donna Vekić        | 6-3, 3-6, 6-0  | Parcours |
| 12 | 13-02-2023 | Qatar TotalEnergies Open, Doha        | WTA 500   | 780 637 $    | Dur (ext.)   | Jessica Pegula     | 6-3, 6-0       | Parcours |
| 13 | 17-04-2023 | Porsche Tennis Grand Prix, Stuttgart  | WTA 500   | 780 637 $    | Terre (int.) | Aryna Sabalenka    | 6-3, 6-4       | Parcours |
| 14 | 28-05-2023 | Roland-Garros, Paris                  | G. Chelem | 49 600 000 € | Terre (ext.) | Karolína Muchová   | 6-2, 5-7, 6-4  | Parcours |
| 15 | 24-07-2023 | BNP Paribas Poland Open, Varsovie     | WTA 250   | 259 303 $    | Dur (ext.)   | Laura Siegemund    | 6-0, 6-1       | Parcours |
| 16 | 30-09-2023 | China Open, Pékin                     | WTA 1000  | 8 127 389 $  | Dur (ext.)   | Liudmila Samsonova | 6-2, 6-2       | Parcours |
| 17 | 29-10-2023 | GNP Seguros WTA Finals Cancún, Cancún | Masters   | 9 000 000 $  | Dur (ext.)   | Jessica Pegula     | 6-1, 6-0       | Parcours |
| 18 | 11-02-2024 | Qatar TotalEnergies Open, Doha        | WTA 1000  | 3 211 715 $  | Dur (ext.)   | Elena Rybakina     | 7-68, 6-2      | Parcours |
| 19 | 04-03-2024 | BNP Paribas Open, Indian Wells        | WTA 1000  | 9 258 080 $  | Dur (ext.)   | María Sákkari      | 6-4, 6-0       | Parcours |
| 20 | 23-04-2024 | Mutua Madrid Open, Madrid             | WTA 1000  | 8 770 480 $  | Terre (ext.) | Aryna Sabalenka    | 7-5, 4-6, 7-67 | Parcours |
| 21 | 07-05-2024 | Internazionali BNL d'Italia, Rome     | WTA 1000  | 5 509 771 $  | Terre (ext.) | Aryna Sabalenka    | 6-2, 6-3       | Parcours |
| 22 | 26-05-2024 | Roland-Garros, Paris                  | G. Chelem | 53 478 000 € | Terre (ext.) | Jasmine Paolini    | 6-2, 6-1       | Parcours |
| 23 | 30-06-2025 | Wimbledon, Londres                    | G. Chelem | 53 500 000 € | Gazon (ext.) | Amanda Anisimova   | 6-0, 6-0       | Parcours |
| 24 | 07-08-2025 | Cincinnati Open, Cincinnati           | WTA 1000  | 5 152 599 $  | Dur (ext.)   | Jasmine Paolini    | 7-5, 6-4       | Parcours |

### Finales en simple (5)
| Catégorie \ Surface | Dur | Terre | Gazon | Total |
| ------------------- | --- | ----- | ----- | ----- |
| Grand Chelem        | 0   | 0     | 0     | 0     |
| Jeux olympiques     | 0   | —     | —     | 0     |
| Masters             | 0   | —     | —     | 0     |
| WTA 1000            | 1   | 1     | —     | 2     |
| WTA 500             | 1   | 0     | 1     | 2     |
| WTA 250             | 0   | 1     | 0     | 1     |
| Total               | 2   | 2     | 1     | 5     |

| No | Date       | Nom et lieu du tournoi                      | Catégorie | Dotation    | Surface      | Vainqueure         | Score          |          |
| -- | ---------- | ------------------------------------------- | --------- | ----------- | ------------ | ------------------ | -------------- | -------- |
| 1  | 08-04-2019 | Samsung Open, Lugano                        | Intern'l  | 226 750 $   | Terre (ext.) | Polona Hercog      | 6-3, 3-6, 6-3  | Parcours |
| 2  | 03-10-2022 | Agel Open 2022, Ostrava                     | WTA 500   | 757 900 $   | Dur (int.)   | Barbora Krejčíková | 5-7, 7-64, 6-3 | Parcours |
| 3  | 19-02-2023 | Dubai Duty Free Tennis Championships, Dubaï | WTA 1000  | 2 788 468 $ | Dur (ext.)   | Barbora Krejčíková | 6-4, 6-2       | Parcours |
| 4  | 25-04-2023 | Mutua Madrid Open, Madrid                   | WTA 1000  | 7 652 174 $ | Terre (ext.) | Aryna Sabalenka    | 6-3, 3-6, 6-3  | Parcours |
| 5  | 23-06-2025 | Bad Homburg Open by Solarwatt, Bad Homburg  | WTA 500   | 1 064 510 $ | Gazon (ext.) | Jessica Pegula     | 6-4, 7-5       | Parcours |

### Finale en double (1)
| No | Date       | Nom et lieu du tournoi | Catégorie | Dotation | Surface      | Vainqueures                           | Partenaire            | Score    |          |
| -- | ---------- | ---------------------- | --------- | -------- | ------------ | ------------------------------------- | --------------------- | -------- | -------- |
| 1  | 30-05-2021 | Roland-Garros Paris    | G. Chelem | NC       | Terre (ext.) | Barbora Krejčíková Kateřina Siniaková | Bethanie Mattek-Sands | 6-4, 6-2 | Parcours |

## Statistiques générales
Au 18 août 2025.
| Tournoi                               | 2019    | 2020   | 2021    | 2022   | 2023    | 2024   | 2025    | SR                        | W–L                       | % de victoires            |
| ------------------------------------- | ------- | ------ | ------- | ------ | ------- | ------ | ------- | ------------------------- | ------------------------- | ------------------------- |
| Tournois du Grand Chelem              |         |        |         |        |         |        |         |                           |                           |                           |
| Open d'Australie                      | 3T      | 4T     | 4T      | DF     | 4T      | 3T     | DF      | 0 / 7                     | 22 – 7                    | 75,9 %                    |
| Roland Garros                         | 4T      | V      | QF      | V      | V       | V      | DF      | 4 / 7                     | 40 – 3                    | 92,9 %                    |
| Wimbledon                             | 1T      | NH     | 4T      | 3T     | QF      | 3T     | V       | 1 / 6                     | 18 – 5                    | 78,3 %                    |
| US Open                               | 2T      | 3T     | 4T      | V      | 4T      | QF     |         | 1 / 6                     | 20 – 5                    | 80 %                      |
| Victoires–Défaites                    | 5 – 4   | 12 – 2 | 13 – 4  | 21 – 2 | 17 – 3  | 15 – 3 | 17 – 2  | 6 / 26                    | 100 – 20                  | 83,3 %                    |
| Masters                               |         |        |         |        |         |        |         |                           |                           |                           |
| WTA Finals                            | DNQ     | NH     | RR      | DF     | V       | RR     |         | 1 / 4                     | 11 – 4                    | 73,4 %                    |
| Jeux Olympiques                       |         |        |         |        |         |        |         |                           |                           |                           |
| Jeux Olympiques                       | NH      | NH     | 2T      | NH     | NH      | DF     | NH      | 0 / 2                     | 6 – 2                     | 75 %                      |
| WTA 1000                              |         |        |         |        |         |        |         |                           |                           |                           |
| Dubaï                                 | A       | NMS    | 3T      | NMS    | F       | DF     | QF      | 0 / 4                     | 9 – 4                     | 69,2 %                    |
| Doha                                  | NMS     | 2T     | NMS     | V      | NMS     | V      | DF      | 2 / 4                     | 13 – 2                    | 86,7 %                    |
| Indian Wells                          | Q2      | NH     | HF      | V      | DF      | V      | DF      | 2 / 5                     | 22 – 3                    | 88,0 %                    |
| Miami                                 | Q2      | NH     | 3T      | V      | A       | HF     | QF      | 1 / 4                     | 12 – 3                    | 80,0 %                    |
| Madrid                                | A       | NH     | 3T      | A      | F       | V      | DF      | 1 / 4                     | 17 – 3                    | 85,0 %                    |
| Rome                                  | A       | 1T     | V       | V      | QF      | V      | 3T      | 3 / 6                     | 21 – 3                    | 87,5 %                    |
| Canada                                | 3T      | NH     | A       | 3T     | DF      | A      | HF      | 0 / 4                     | 8 – 4                     | 66,7 %                    |
| Cincinnati                            | 2T      | 1T     | 2T      | 3T     | DF      | DF     | V       | 1 / 7                     | 13 – 6                    | 68,4 %                    |
| Guadalajara                           | NH      | NH     | NH      | A      | A       | NMS    | NMS     | 0 / 0                     | 0 – 0                     |                           |
| Pékin                                 | A       | NH     | NH      | NH     | V       | A      |         | 1 / 1                     | 6 – 0                     | 100 %                     |
| Wuhan                                 | A       | NH     | NH      | NH     | NH      | A      |         | 0 / 0                     | 0 – 0                     |                           |
| Victoires – Défaites                  | 3 – 2   | 1 – 3  | 12 – 5  | 24 – 2 | 27 – 6  | 35 – 4 | 24 – 7  | 11 / 39                   | 121 – 28                  | 81,3 %                    |
| Statistiques en carrière              |         |        |         |        |         |        |         |                           |                           |                           |
| Tournois                              | 11      | 6      | 16      | 17     | 18      | 14     | 14      | Total en carrière : 96    | Total en carrière : 96    | Total en carrière : 96    |
| Titres                                | 0       | 1      | 2       | 8      | 6       | 5      | 2       | Total en carrière : 24    | Total en carrière : 24    | Total en carrière : 24    |
| Finales                               | 1       | 1      | 2       | 9      | 8       | 5      | 3       | Total en carrière : 29    | Total en carrière : 29    | Total en carrière : 29    |
| Victoires - défaites sur dur          | 7 – 7   | 7 – 4  | 20 – 11 | 47 – 7 | 42 – 8  | 33 – 6 | 28 – 7  | 13 / 62                   | 184 – 50                  | 78,6 %                    |
| Victoires - défaites sur terre battue | 7 – 3   | 7 – 1  | 12 – 2  | 18 – 1 | 19 – 2  | 26 – 2 | 11 – 4  | 10 / 25                   | 100 – 15                  | 87,0 %                    |
| Victoires - défaites sur gazon        | 0 – 2   | NH     | 4 – 2   | 2 – 1  | 7 – 1   | 2 – 1  | 10 – 1  | 1 / 10                    | 25 – 8                    | 75,8 %                    |
| Victoires - défaites totaux           | 14 – 12 | 14 – 5 | 36 – 15 | 67 – 9 | 68 – 11 | 61 – 9 | 49 – 12 | 24 / 96                   | 310 – 73                  | 80,9 %                    |
| Victoires (%)                         | 53,8 %  | 73,7 % | 70,6 %  | 88,2 % | 86,1 %  | 87,1 % | 80,3 %  | Total en carrière : 80,9% | Total en carrière : 80,9% | Total en carrière : 80,9% |
| Classements en fin de saison          | 61      | 17     | 9       | 1      | 1       | 2      |         | $34,842,891               | $34,842,891               | $34,842,891               |

## Gains en carrière
Au 30 juin 2025
| Année     | Grand Chelem Titres en simple | WTA Titres en simple | Total Titres en simple | Gains ($)  | Classement |
| --------- | ----------------------------- | -------------------- | ---------------------- | ---------- | ---------- |
| 2019      | 0                             | 0                    | 0                      | 633,807    | 65         |
| 2020      | 1                             | 0                    | 1                      | 2,261,213  | 3          |
| 2021      | 0                             | 2                    | 2                      | 1,923,251  | 11         |
| 2022      | 2                             | 6                    | 8                      | 9,875,525  | 1          |
| 2023      | 1                             | 5                    | 6                      | 9,857,686  | 1          |
| 2024      | 1                             | 4                    | 5                      | 8,550,693  | 3          |
| 2025      | 1                             | 0                    | 1                      | 3,230,507  | 5          |
| Carrière* | 6                             | 17                   | 23                     | 36,372,498 | 8          |

## Tête de série en Grand Chelem
| Année | Open d'Australie  | Roland-Garros     | Wimbledon         | US Open           |
| ----- | ----------------- | ----------------- | ----------------- | ----------------- |
| 2019  | Non tête de série | Non tête de série | Non tête de série | Non tête de série |
| 2020  | Non tête de série | Non tête de série | annulé            | Non tête de série |
| 2021  | N°15              | N°8               | N°7               | N°7               |
| 2022  | N°7               | N°1               | N°1               | N°1               |
| 2023  | N°1               | N°1               | N°1               | N°1               |
| 2024  | N°1               | N°1               | N°1               | N°1               |
| 2025  | N°2               | N°5               | N°8               | N°2               |

| Finaliste | Vainqueur |

## Matchs remarquables

### Victoires sur le top 10 par saison
Toutes ses victoires sur des joueuses classées dans le top 10 de la WTA lors de la rencontre.
| Saison    | 2020 | 2021 | 2022 | 2023 | 2024 | 2025 | Total |
| Victoires | 2    | 3    | 15   | 13   | 12   | 8    | 52    |

### Victoires sur le top 10
Toutes ses victoires sur des joueuses classées dans le top 10 de la WTA lors de la rencontre.
| Légende            |
| Grand Chelem       |
| Jeux olympiques    |
| Masters            |
| Premier / WTA 1000 |
| Elite Trophy       |
| WTA 500            |
| Intern'l / WTA 250 |
| Fed Cup            |

| #  |       |  | Tournoi              | Année | Surface             |                   | Adversaire          | Rang   | Tour          | Score              | Tableau |
| -- | ----- |  | -------------------- | ----- | ------------------- | ----------------- | ------------------- | ------ | ------------- | ------------------ | ------- |
| 1  | no 54 |  | Roland-Garros        | 2020  | Terre battue        |                   | Simona Halep        | no 2   | 1/8           | 6-1, 6-2           | Tableau |
| 2  | no 54 |  | Roland-Garros        | 2020  | Terre battue        | Sofia Kenin       | no 6                | Finale | 6-4, 6-1      |                    | Tableau |
| 3  | no 15 |  | Rome                 | 2021  | Terre battue        |                   | Elina Svitolina     | no 6   | 1/4           | 6-2, 7-5           | Tableau |
| 4  | no 15 |  | Rome                 | 2021  | Terre battue        | Karolína Plíšková | no 9                | Finale | 6-0, 6-0      |                    | Tableau |
| 5  | no 9  |  | Masters              | 2021  | Dur                 |                   | Paula Badosa        | no 10  | RR            | 7-5, 6-4           | Tableau |
| 6  | no 8  |  | Doha                 | 2022  | Dur                 |                   | Aryna Sabalenka     | no 2   | 1/4           | 6-2, 6-3           | Tableau |
| 7  | no 8  |  | Doha                 | 2022  | Dur                 | María Sákkari     | no 6                | 1/2    | 6-4, 6-3      |                    | Tableau |
| 8  | no 8  |  | Doha                 | 2022  | Dur                 | Anett Kontaveit   | no 7                | Finale | 6-2, 6-0      |                    | Tableau |
| 9  | no 4  |  | Indian Wells         | 2022  | Dur                 |                   | María Sákkari       | no 6   | Finale        | 6-4, 6-1           | Tableau |
| 10 | no 1  |  | Stuttgart            | 2022  | Terre battue (int.) |                   | Aryna Sabalenka     | no 4   | Finale        | 6-2, 6-2           | Tableau |
| 11 | no 1  |  | Rome                 | 2022  | Terre battue        |                   | Aryna Sabalenka     | no 8   | 1/2           | 6-2, 6-1           | Tableau |
| 12 | no 1  |  | Rome                 | 2022  | Terre battue        | Ons Jabeur        | no 7                | Finale | 6-2, 6-2      |                    | Tableau |
| 13 | no 1  |  | US Open              | 2022  | Dur                 |                   | Jessica Pegula      | no 8   | 1/4           | 6-3, 7-64          | Tableau |
| 14 | no 1  |  | US Open              | 2022  | Dur                 | Aryna Sabalenka   | no 6                | 1/2    | 3-6, 6-1, 6-4 |                    | Tableau |
| 15 | no 1  |  | US Open              | 2022  | Dur                 | Ons Jabeur        | no 5                | Finale | 6-2, 7-65     |                    | Tableau |
| 16 | no 1  |  | San Diego            | 2022  | Dur                 |                   | Coco Gauff          | no 8   | 1/4           | 6-0, 6-3           | Tableau |
| 17 | no 1  |  | San Diego            | 2022  | Dur                 | Jessica Pegula    | no 6                | 1/2    | 4-6, 6-2, 6-2 |                    | Tableau |
| 18 | no 1  |  | Masters              | 2022  | Dur (int.)          |                   | Daria Kasatkina     | no 8   | RR            | 6-2, 6-3           | Tableau |
| 19 | no 1  |  | Masters              | 2022  | Dur (int.)          | Caroline Garcia   | no 6                | RR     | 6-3, 6-2      |                    | Tableau |
| 20 | no 1  |  | Masters              | 2022  | Dur (int.)          | Coco Gauff        | no 4                | RR     | 6-3, 6-0      |                    | Tableau |
| 21 | no 1  |  | Doha                 | 2023  | Dur                 |                   | Jessica Pegula      | no 3   | Finale        | 6-3, 6-0           | Tableau |
| 22 | no 1  |  | Dubaï                | 2023  | Dur                 |                   | Coco Gauff          | no 6   | 1/2           | 6-4, 6-2           | Tableau |
| 23 | no 1  |  | Stuttgart            | 2023  | Terre battue (int.) |                   | Ons Jabeur          | no 4   | 1/2           | 3-0 ab.            | Tableau |
| 24 | no 1  |  | Stuttgart            | 2023  | Terre battue (int.) | Aryna Sabalenka   | no 2                | Finale | 6-3, 6-4      |                    | Tableau |
| 25 | no 1  |  | Roland-Garros        | 2023  | Terre battue        |                   | Coco Gauff          | no 6   | 1/4           | 6-4, 6-2           | Tableau |
| 26 | no 1  |  | Cincinnati           | 2023  | Dur                 |                   | Markéta Vondroušová | no 10  | 1/4           | 7-63, 6-1          | Tableau |
| 27 | no 2  |  | Pékin                | 2023  | Dur                 |                   | Caroline Garcia     | no 10  | 1/4           | 68-7, 7-65, 6-1    | Tableau |
| 28 | no 2  |  | Pékin                | 2023  | Dur                 | Coco Gauff        | no 3                | 1/2    | 6-2, 6-3      |                    | Tableau |
| 29 | no 2  |  | Masters              | 2023  | Dur                 |                   | Markéta Vondroušová | no 7   | RR            | 7-63, 6-0          | Tableau |
| 30 | no 2  |  | Masters              | 2023  | Dur                 | Coco Gauff        | no 3                | RR     | 6-0, 7-5      |                    | Tableau |
| 31 | no 2  |  | Masters              | 2023  | Dur                 | Ons Jabeur        | no 6                | RR     | 6-1, 6-2      |                    | Tableau |
| 32 | no 2  |  | Masters              | 2023  | Dur                 | Aryna Sabalenka   | no 1                | 1/2    | 6-3, 6-2      |                    | Tableau |
| 33 | no 2  |  | Masters              | 2023  | Dur                 | Jessica Pegula    | no 5                | Finale | 6-1, 6-0      |                    | Tableau |
| 34 | no 1  |  | Doha                 | 2024  | Dur                 |                   | Elena Rybakina      | no 4   | Finale        | 7-68, 6-2          | Tableau |
| 35 | no 1  |  | Dubaï                | 2024  | Dur                 |                   | Zheng Qinwen        | no 7   | 1/4           | 6-3, 6-2           | Tableau |
| 36 | no 1  |  | Indian Wells         | 2024  | Dur                 |                   | María Sákkari       | no 9   | Finale        | 6-4, 6-0           | Tableau |
| 37 | no 1  |  | Madrid               | 2024  | Terre battue        |                   | Aryna Sabalenka     | no 2   | Finale        | 7-5, 4-6, 7-67     | Tableau |
| 38 | no 1  |  | Rome                 | 2024  | Terre battue        |                   | Coco Gauff          | no 3   | 1/2           | 6-4, 6-3           | Tableau |
| 39 | no 1  |  | Rome                 | 2024  | Terre battue        | Aryna Sabalenka   | no 2                | Finale | 6-2, 6-3      |                    | Tableau |
| 40 | no 1  |  | Roland-Garros        | 2024  | Terre battue        |                   | Markéta Vondroušová | no 6   | 1/4           | 6-0, 6-2           | Tableau |
| 41 | no 1  |  | Roland-Garros        | 2024  | Terre battue        | Coco Gauff        | no 3                | 1/2    | 6-2, 6-4      |                    | Tableau |
| 42 | no 1  |  | Jeux Olympiques      | 2024  | Terre battue        |                   | Danielle Collins    | no 9   | 1/4           | 6-1, 2-6, 4-1, ab. | Tableau |
| 43 | no 2  |  | Masters              | 2024  | Dur (int.)          |                   | Daria Kasatkina     | no 9   | RR            | 6-1, 6-0           | Tableau |
| 44 | no 2  |  | Billie Jean King Cup | 2024  | Dur (int.)          |                   | Jasmine Paolini     | no 4   | 1/2           | 3-6, 6-4, 6-4      | Tableau |
| 45 | no 2  |  | United Cup           | 2025  | Dur                 |                   | Elena Rybakina      | no 6   | 1/2           | 7-65, 6-4          | Tableau |
| 46 | no 2  |  | Open d'Australie     | 2025  | Dur                 |                   | Emma Navarro        | no 8   | 1/4           | 6-1, 6-2           | Tableau |
| 47 | no 2  |  | Doha                 | 2025  | Dur                 |                   | Elena Rybakina      | no 7   | 1/4           | 6-2, 7-5           | Tableau |
| 48 | no 2  |  | Indian Wells         | 2025  | Dur                 |                   | Zheng Qinwen        | no 9   | 1/4           | 6-3, 6-3           | Tableau |
| 49 | no 2  |  | Madrid               | 2025  | Terre battue        |                   | Madison Keys        | no 5   | 1/4           | 0-6, 6-3, 6-2      | Tableau |
| 50 | no 8  |  | Bad Homburg          | 2025  | Gazon               |                   | Jasmine Paolini     | no 4   | 1/2           | 6-1, 6-3           | Tableau |
| 51 | no 3  |  | Cincinnati           | 2025  | Dur                 |                   | Elena Rybakina      | no 10  | 1/2           | 7-5, 6-3           | Tableau |
| 52 | no 3  |  | Cincinnati           | 2025  | Dur                 | Jasmine Paolini   | no 9                | Finale | 7-5, 6-4      |                    | Tableau |

### Confrontations avec ses principaux adversaires
Confrontations lors des différents tournois WTA avec ses principales adversaires (6 confrontations minimum et avoir été membre du top 10). Classement par pourcentage de victoires. 
Situation au 18 août 2025 :
| Joueuse          | Meilleur classement | Confrontations | Victoires | Défaites | Pourcentage de victoires | Dernière confrontation                        |
| ---------------- | ------------------- | -------------- | --------- | -------- | ------------------------ | --------------------------------------------- |
| Jeļena Ostapenko | 5                   | 6              | 0         | 6        | 0                        | défaite (3-6, 6-3, 2-6) à Stuttgart 2025      |
| Jessica Pegula   | 3                   | 11             | 6         | 5        | 54,5                     | défaite (4-6, 5-7) à Bad Homburg 2025         |
| María Sákkari    | 3                   | 7              | 4         | 3        | 57,1                     | victoire (6-3, 6-2) à Doha 2025               |
| Elena Rybakina   | 3                   | 10             | 6         | 4        | 60                       | victoire (7-5, 6-3) à Cincinnati 2025         |
| Aryna Sabalenka  | 1                   | 13             | 8         | 5        | 61,5                     | défaite (61-7, 6-4, 0-6) à Roland-Garros 2025 |
| Ons Jabeur       | 2                   | 7              | 5         | 2        | 71,4                     | victoire (6-1, 6-2) au Masters 2023           |
| Madison Keys     | 5                   | 7              | 5         | 2        | 71,4                     | victoire (0-6, 6-3, 6-2) à Madrid 2025        |
| Coco Gauff       | 2                   | 15             | 11        | 4        | 73,3                     | défaite (1-6, 1-6) à Madrid 2025              |
| Danielle Collins | 7                   | 10             | 8         | 2        | 80                       | victoire (6-2, 6-3) à Wimbledon 2025          |
| Caroline Garcia  | 4                   | 7              | 6         | 1        | 85,7                     | victoire (6-2, 7-5) à Miami 2025              |
| Daria Kasatkina  | 8                   | 7              | 6         | 1        | 85,7                     | victoire (6-1, 6-0) au Masters 2024           |
| Zheng Qinwen     | 7                   | 8              | 7         | 1        | 87,5                     | victoire (6-3, 6-3) à Indian Wells 2025       |
| Jasmine Paolini  | 4                   | 6              | 6         | 0        | 100                      | victoire (7-5, 6-4) à Cincinnati 2025         |

#### Joueuses avec un ratio positif contre Iga Świątek
Confrontations lors des différents tournois WTA .
| Joueuse              | Meilleur classement | Confrontations | Victoires | Défaites | Pourcentage de victoires | Dernière confrontation                       |
| -------------------- | ------------------- | -------------- | --------- | -------- | ------------------------ | -------------------------------------------- |
| Ashleigh Barty       | 1                   | 2              | 0         | 2        | 0                        | défaite (2-6, 4-6) à Adélaïde 1 2022         |
| Garbiñe Muguruza     | 1                   | 1              | 0         | 1        | 0                        | défaite (0-6, 4-6) à Dubaï 2021              |
| Svetlana Kuznetsova  | 2                   | 1              | 0         | 1        | 0                        | défaite (2-6, 2-6) à Doha 2020               |
| Samantha Stosur      | 4                   | 1              | 0         | 1        | 0                        | défaite (0-6, 3-6) à Eastbourne 2019         |
| Jeļena Ostapenko     | 5                   | 6              | 0         | 6        | 0                        | défaite (3-6, 6-3, 2-6) à Stuttgart 2025     |
| Anastasija Sevastova | 11                  | 1              | 0         | 1        | 0                        | défaite (6-3, 1-6, 3-6) à l'US Open 2019     |
| Alizé Cornet         | 11                  | 1              | 0         | 1        | 0                        | défaite (4-6, 2-6) à Wimbledon 2022          |
| Ana Konjuh           | 20                  | 1              | 0         | 1        | 0                        | défaite (4-6, 6-2, 2-6) à Miami 2021         |
| Christina McHale     | 24                  | 1              | 0         | 1        | 0                        | défaite (2-6, 4-6) à Cincinnati 2020         |
| Polona Hercog        | 35                  | 1              | 0         | 1        | 0                        | défaite (3-6, 6-3, 3-6) à Lugano 2019        |
| Alison Van Uytvanck  | 37                  | 1              | 0         | 1        | 0                        | défaite (4-6, 5-7) à Budapest 2019           |
| Jana Čepelová        | 50                  | 1              | 0         | 1        | 0                        | défaite (2-6, 6-4, 4-6) à Auckland 2018      |
| Ysaline Bonaventure  | 81                  | 1              | 0         | 1        | 0                        | défaite (6-1, 2-6, 4-6) à Indian Wells 2019  |
| Mirra Andreeva       | 6                   | 3              | 1         | 2        | 33,3                     | défaite (61-7, 6-1, 3-6) à Indian Wells 2025 |

### Défaites en tant que numéro 1 mondiale
| Légende                           |
| Grand Chelem                      |
| Masters                           |
| Jeux olympiques                   |
| WTA 1000                          |
| WTA 500                           |
| WTA 250                           |
| Billie Jean King Cup / United Cup |

| #   | Date       | Tournoi          | Surface      | Tour           | ClassT | Joueur                | Score               | Tableau |
| 1re | 02/07/2022 | Wimbledon        | Gazon        | Finale         | no 37  | Alizé Cornet          | 4-6, 2-6            | Tableau |
| 2e  | 29/07/2022 | Varsovie         | Terre battue | 1/4 de finale  | no 45  | Caroline Garcia       | 1-6, 6-1, 4-6       | Tableau |
| 3e  | 11/08/2022 | Toronto          | Dur          | 3e tour        | no 24  | Beatriz Haddad Maia   | 4-6, 6-3, 5-7       | Tableau |
| 4e  | 18/08/2022 | Cincinnati       | Dur          | 3e tour        | no 24  | Madison Keys          | 3-6, 4-6            | Tableau |
| 5e  | 09/10/2022 | Ostrava          | Dur          | Finale         | no 23  | Barbora Krejčíková    | 7-5, 64-7, 3-6      | Tableau |
| 6e  | 07/11/2022 | Masters          | Dur          | 1/2 finale     | no 7   | Aryna Sabalenka       | 2-6, 6-2, 1-6       | Tableau |
| 7e  | 06/01/2023 | United Cup       | Dur          | 1/2 finale     | no 3   | Jessica Pegula        | 4-6, 2-6            | Tableau |
| 8e  | 22/01/2023 | Open d'Australie | Dur          | 1/8e de finale | no 25  | Elena Rybakina        | 4-6, 4-6            | Tableau |
| 9e  | 25/02/2023 | Dubaï            | Dur          | Finale         | no 30  | Barbora Krejčíková    | 4-6, 2-6            | Tableau |
| 10e | 18/03/2023 | Indian Wells     | Dur          | 1/2 finale     | no 10  | Elena Rybakina        | 2-6, 2-6            | Tableau |
| 11e | 06/05/2023 | Madrid           | Terre battue | Finale         | no 2   | Aryna Sabalenka       | 3-6, 6-3, 3-6       | Tableau |
| 12e | 17/05/2023 | Rome             | Terre battue | 1/4 de finale  | no 6   | Elena Rybakina        | 6-2, 63-7, 2-2, ab. | Tableau |
| 13e | 11/07/2023 | Wimbledon        | Gazon        | 1/4 de finale  | no 76  | Elina Svitolina       | 5-7, 7-65, 2-6      | Tableau |
| 14e | 12/08/2023 | Montréal         | Dur          | 1/2 finale     | no 3   | Jessica Pegula        | 2-6, 7-64, 4-6      | Tableau |
| 15e | 19/08/2023 | Cincinnati       | Dur          | 1/2 finale     | no 7   | Coco Gauff            | 62-7, 6-3, 4-6      | Tableau |
| 16e | 04/09/2023 | US Open          | Dur          | 1/8e de finale | no 21  | Jeļena Ostapenko      | 6-3, 3-6, 1-6       | Tableau |
| 17e | 29/09/2023 | Tokyo            | Dur          | 1/4 de finale  | no 19  | Veronika Kudermetova  | 2-6, 6-2, 4-6       | Tableau |
| 18e | 20/01/2024 | Open d'Australie | Dur          | 3e tour        | no 50  | Linda Nosková         | 6-3, 3-6, 4-6       | Tableau |
| 19e | 23/02/2024 | Dubaï            | Dur          | 1/2 finale     | no 40  | Anna Kalinskaya       | 4-6, 4-6            | Tableau |
| 20e | 25/03/2024 | Miami            | Dur          | 1/8e de finale | no 16  | Ekaterina Alexandrova | 4-6, 2-6            | Tableau |
| 21e | 20/04/2024 | Stuttgart        | Terre battue | 1/2 finale     | no 4   | Elena Rybakina        | 3-6, 6-4, 3-6       | Tableau |
| 22e | 06/07/2024 | Wimbledon        | Gazon        | 3e tour        | no 35  | Yulia Putintseva      | 6-4, 1-6, 2-6       | Tableau |
| 23e | 01/08/2024 | JO               | Terre battue | 1/2 finale     | no 7   | Zheng Qinwen          | 6-2, 7-5            | Tableau |
| 24e | 18/08/2024 | Cincinnati       | Dur          | 1/2 finale     | no 3   | Aryna Sabalenka       | 6-3, 6-3            | Tableau |
| 25e | 04/09/2024 | US Open          | Dur          | 1/4 de finale  | no 6   | Jessica Pegula        | 6-2, 6-4            | Tableau |

### Victoires sans perdre le moindre jeu
| Grand Chelem         |
| WTA 1000             |
| Billie Jean King Cup |

| #   | Année | Tournoi              | Surface      | Tour           | Adversaire               | ClassT |
| --- | ----- | -------------------- | ------------ | -------------- | ------------------------ | ------ |
| 1er | 2021  | Rome                 | Terre battue | Finale         | Karolína Plíšková        | no 9   |
| 2e  | 2022  | Billie Jean King Cup | Dur          | Qualifications | Andreea Prisăcariu       | no 324 |
| 3e  | 2023  | Rome                 | Terre battue | 2e Tour (1/32) | Anastasia Pavlyuchenkova | no 506 |
| 4e  | 2023  | Roland Garros        | Terre battue | 3e Tour (1/16) | Wang Xinyu               | no 80  |
| 5e  | 2024  | Roland Garros        | Terre battue | 1/8e de finale | Anastasia Potapova       | no 41  |
| 6e  | 2025  | Wimbledon            | Gazon        | Finale         | Amanda Anisimova         | no 12  |

| United Cup |

| #   | Année | Tournoi    | Surface | Partenaire     | Tour        | Adversaires                                     |
| --- | ----- | ---------- | ------- | -------------- | ----------- | ----------------------------------------------- |
| 1er | 2024  | United Cup | Dur     | Hubert Hurkacz | Round Robin | Sara Sorribes Tormo Alejandro Davidovich Fokina |

### Séries de victoires
Sont répertoriées ici les séries de plus de 15 victoires.
37 victoires consécutives en 2022
| No. | Tournoi              | Catégorie    | Date du tournoi | Surface      | Tour | Adversaire                     | Classement | Score          |
| --- | -------------------- | ------------ | --------------- | ------------ | ---- | ------------------------------ | ---------- | -------------- |
| –   | Dubaï                | WTA 500      | 14 février 2022 | Dur          | 2R   | Jeļena Ostapenko               | 21         | 6–4, 1–6, 64–7 |
| 1   | Doha                 | WTA 1000     | 21 février 2022 | Dur          | 2R   | Viktorija Golubic              | 36         | 6–2, 3–6, 6–2  |
| 2   | Doha                 | WTA 1000     | 21 février 2022 | Dur          | 3R   | Daria Kasatkina                | 28         | 6–3, 6–0       |
| 3   | Doha                 | WTA 1000     | 21 février 2022 | Dur          | QF   | Aryna Sabalenka (1)            | 2          | 6–2, 6–3       |
| 4   | Doha                 | WTA 1000     | 21 février 2022 | Dur          | SF   | Maria Sakkari (6)              | 6          | 6–4, 6–3       |
| 5   | Doha                 | WTA 1000     | 21 février 2022 | Dur          | F    | Anett Kontaveit (4)            | 7          | 6–2, 6–0       |
| 6   | Indian Wells         | WTA 1000     | 7 mars 2022     | Dur          | 2R   | Anhelina Kalinina              | 50         | 5–7, 6–0, 6–1  |
| 7   | Indian Wells         | WTA 1000     | 7 mars 2022     | Dur          | 3R   | Clara Tauson (29)              | 40         | 63–7, 6–2, 6–1 |
| 8   | Indian Wells         | WTA 1000     | 7 mars 2022     | Dur          | 4R   | Angelique Kerber (15)          | 16         | 4–6, 6–2, 6–3  |
| 9   | Indian Wells         | WTA 1000     | 7 mars 2022     | Dur          | QF   | Madison Keys (25)              | 29         | 6–1, 6–0       |
| 10  | Indian Wells         | WTA 1000     | 7 mars 2022     | Dur          | SF   | Simona Halep (24)              | 26         | 7–66, 6–4      |
| 11  | Indian Wells         | WTA 1000     | 7 mars 2022     | Dur          | F    | Maria Sakkari (6)              | 6          | 6–4, 6–1       |
| 12  | Miami                | WTA 1000     | 21 mars 2022    | Dur          | 2R   | Viktorija Golubic              | 42         | 6–2, 6–0       |
| 13  | Miami                | WTA 1000     | 21 mars 2022    | Dur          | 3R   | Madison Brengle                | 59         | 6–0, 6–3       |
| 14  | Miami                | WTA 1000     | 21 mars 2022    | Dur          | 4R   | Coco Gauff (14)                | 17         | 6–3, 6–1       |
| 15  | Miami                | WTA 1000     | 21 mars 2022    | Dur          | QF   | Petra Kvitová (28)             | 32         | 6–3, 6–3       |
| 16  | Miami                | WTA 1000     | 21 mars 2022    | Dur          | SF   | Jessica Pegula (16)            | 21         | 6–2, 7–5       |
| 17  | Miami                | WTA 1000     | 21 mars 2022    | Dur          | F    | Naomi Osaka                    | 77         | 6–4, 6–0       |
| 18  | Billie Jean King Cup | Team         | 15 avril 2022   | Dur          | QR   | Mihaela Buzărnescu             | 123        | 6–1, 6–0       |
| 19  | Billie Jean King Cup | Team         | 15 avril 2022   | Dur          | QR   | Andreea Prisăcariu             | 324        | 6–0, 6–0       |
| 20  | Stuttgart            | WTA 500      | 18 avril 2022   | Terre battue | 2R   | Eva Lys (Q)                    | 342        | 6–1, 6–1       |
| 21  | Stuttgart            | WTA 500      | 18 avril 2022   | Terre battue | QF   | Emma Raducanu (8)              | 12         | 6–4, 6–4       |
| 22  | Stuttgart            | WTA 500      | 18 avril 2022   | Terre battue | SF   | Liudmila Samsonova             | 31         | 64–7, 6–4, 7–5 |
| 23  | Stuttgart            | WTA 500      | 18 avril 2022   | Terre battue | F    | Aryna Sabalenka (3)            | 4          | 6–2, 6–2       |
| 24  | Rome                 | WTA 1000     | 9 mai 2022      | Terre battue | 2R   | Elena-Gabriela Ruse (LL)       | 57         | 6–3, 6–0       |
| 25  | Rome                 | WTA 1000     | 9 mai 2022      | Terre battue | 3R   | Victoria Azarenka (16)         | 16         | 6–4, 6–1       |
| 26  | Rome                 | WTA 1000     | 9 mai 2022      | Terre battue | QF   | Bianca Andreescu (PR)          | 90         | 7–62, 6–0      |
| 27  | Rome                 | WTA 1000     | 9 mai 2022      | Terre battue | SF   | Aryna Sabalenka (3)            | 8          | 6–2, 6–1       |
| 28  | Rome                 | WTA 1000     | 9 mai 2022      | Terre battue | F    | Ons Jabeur (9)                 | 7          | 6–2, 6–2       |
| 29  | Roland Garros        | Grand Chelem | 23 mai 2022     | Terre battue | 1R   | Lesia Tsurenko (Q)             | 119        | 6–2, 6–0       |
| 30  | Roland Garros        | Grand Chelem | 23 mai 2022     | Terre battue | 2R   | Alison Riske                   | 43         | 6–0, 6–2       |
| 31  | Roland Garros        | Grand Chelem | 23 mai 2022     | Terre battue | 3R   | Danka Kovinić                  | 95         | 6–3, 7–5       |
| 32  | Roland Garros        | Grand Chelem | 23 mai 2022     | Terre battue | 4R   | Zheng Qinwen                   | 74         | 65–7, 6–0, 6–2 |
| 33  | Roland Garros        | Grand Chelem | 23 mai 2022     | Terre battue | QF   | Jessica Pegula (11)            | 11         | 6–3, 6–2       |
| 34  | Roland Garros        | Grand Chelem | 23 mai 2022     | Terre battue | SF   | Daria Kasatkina (20)           | 20         | 6–2, 6–1       |
| 35  | Roland Garros        | Grand Chelem | 23 mai 2022     | Terre battue | F    | Coco Gauff (18)                | 23         | 6–1, 6–3       |
| 36  | Wimbledon            | Grand Chelem | 27 juin 2022    | Gazon        | 1R   | Jana Fett (Q)                  | 254        | 6–0, 6–3       |
| 37  | Wimbledon            | Grand Chelem | 27 juin 2022    | Gazon        | 2R   | Lesley Pattinama Kerkhove (LL) | 138        | 6–4, 4–6, 6–3  |
| –   | Wimbledon            | Grand Chelem | 27 juin 2022    | Gazon        | 3R   | Alizé Cornet                   | 37         | 4–6, 2–6       |

18 victoires consécutives en 2023-2024
| No. | Tournoi          | Catégorie    | Date du tournoi   | Surface | Tour | Adversaire              | Classement | Score           |
| --- | ---------------- | ------------ | ----------------- | ------- | ---- | ----------------------- | ---------- | --------------- |
| –   | Tokyo            | WTA 500      | 25 septembre 2023 | Dur     | QF   | Veronika Kudermetova    | 19         | 2–6, 6–2, 4–6   |
| 1   | Pékin            | WTA 1000     | 30 septembre 2023 | Dur     | 1R   | Sara Sorribes Tormo     | 55         | 6–4, 6–3        |
| 2   | Pékin            | WTA 1000     | 30 septembre 2023 | Dur     | 2R   | Varvara Gracheva        | 47         | 6–4, 6–1        |
| 3   | Pékin            | WTA 1000     | 30 septembre 2023 | Dur     | 3R   | Magda Linette           | 25         | 6–1, 6–1        |
| 4   | Pékin            | WTA 1000     | 30 septembre 2023 | Dur     | QF   | Caroline Garcia (9)     | 10         | 68–7, 7–65, 6–1 |
| 5   | Pékin            | WTA 1000     | 30 septembre 2023 | Dur     | SF   | Coco Gauff (3)          | 3          | 6–2, 6–3        |
| 6   | Pékin            | WTA 1000     | 30 septembre 2023 | Dur     | F    | Liudmila Samsonova      | 22         | 6–2, 6–2        |
| 7   | Masters          | Masters      | 29 octobre 2023   | Dur     | RR   | Marketa Vondrousova (7) | 6          | 7–63, 6–0       |
| 8   | Masters          | Masters      | 29 octobre 2023   | Dur     | RR   | Ons Jabeur (6)          | 7          | 6–1, 6–2        |
| 9   | Masters          | Masters      | 29 octobre 2023   | Dur     | RR   | Coco Gauff (3)          | 3          | 6–0, 7–5        |
| 10  | Masters          | Masters      | 29 octobre 2023   | Dur     | SF   | Aryna Sabalenka (1)     | 1          | 6–3, 6–2        |
| 11  | Masters          | Masters      | 29 octobre 2023   | Dur     | F    | Jessica Pegula (5)      | 5          | 6–1, 6–0        |
| 12  | United Cup       | Team         | 29 décembre 2023  | Dur     | RR   | Beatriz Haddad Maia     | 11         | 6–2, 6–2        |
| 13  | United Cup       | Team         | 29 décembre 2023  | Dur     | RR   | Sara Sorribes Tormo     | 48         | 6–2, 6–1        |
| 14  | United Cup       | Team         | 29 décembre 2023  | Dur     | QF   | Qinwen Zheng            | 15         | 6–2, 6–3        |
| 15  | United Cup       | Team         | 29 décembre 2023  | Dur     | SF   | Caroline Garcia         | 20         | 4–6, 6–1, 6–1   |
| 16  | United Cup       | Team         | 29 décembre 2023  | Dur     | F    | Angelique Kerber        | -          | 6–3, 6–0        |
| 17  | Open d’Australie | Grand Chelem | 14 janvier 2024   | Dur     | 1R   | Sofia Kenin             | 41         | 7–62, 6–2       |
| 18  | Open d’Australie | Grand Chelem | 14 janvier 2024   | Dur     | 2R   | Danielle Collins        | 62         | 6–4, 3–6, 6–4   |
| –   | Open d’Australie | Grand Chelem | 14 janvier 2024   | Dur     | 3R   | Linda Nosková           | 50         | 6–3, 3–6, 4–6   |

### Périodes au rang de numéro un mondiale
| # | Précédée par    | Dates                   | Suivie par      | Nombre de semaines | Cumul |
| - | --------------- | ----------------------- | --------------- | ------------------ | ----- |
| 1 | Ashleigh Barty  | 04/04/2022 - 10/09/2023 | Aryna Sabalenka | 75                 | 75    |
| 2 | Aryna Sabalenka | 06/11/2023 - 20/10/2024 | Aryna Sabalenka | 50                 | 125   |